# Pontecchio Polesine
Pontecchio Polesine là một đô thị ở tỉnh Rovigo ở vùng Veneto của Ý, có khoảng cách khoảng 60 km về phía tây nam của Venezia và khoảng 6 km về phía đông nam của Rovigo. Tại thời điểm ngày 31 tháng 12 năm 2004, đô thị này có dân số 1.602 người và diện tích là 11,5 km².
Đô thị Pontecchio Polesine có các frazioni (các đơn vị cấp dưới, chủ yếu là các làng) Borgo, Busi, Ca'Zanforlin, Chiaviche Roncagalle, L'Olmo, và Selva.
Pontecchio Polesine giáp các đô thị: Bosaro, Crespino, Guarda Veneta, Rovigo.